# Sligo
Sligo (írül: Sligeach) város Írország Connacht tartományában, Sligo megye székhelye.

## Fekvése
A város Írország északnyugati részén helyezkedik el, a Lough Gill-tó előtti tengeröbölbe, a Garavogue-folyó mentén.

## Történelem
A várost normannok építették, a városalapító Maurice FitzGerald normann katonai vezető volt. A 18 - 19. század folyamán Sligo az északnyugati ír területek legfontosabb városává fejlődött.

## Látnivalók
- Sligo-apátság – a város egyetlen megmaradt középkori épülete, az 1250-es években építette a városalapító a domokos-rendi szerzetesek számára, nagy része egy tűzvészben elpusztult, de a 15. században újjáépítették
- W. B. Yeats szobra – az ír költő bronzszobrának kabátját saját költeményeivel írták tele
- Carrowmore kőkori temető – Európa legnagyobb megalitikus sírcsoportja
- A város határában lévő Knocknarea-félsziget és a rajta magasodó hegy – melyen állítólag Connaught egykori mitikus királynőjének, az Ulstert megtámadó Maev-nek a sírja található
- Parke’s Castle – a várkastély a 17. században épült a Lough Gill-tó partján, 1609-ben építette egy angol telepes, Robert Parke

## Testvérvárosok
- Crozon
- Kempten im Allgäu
- Tallahassee

## Galéria

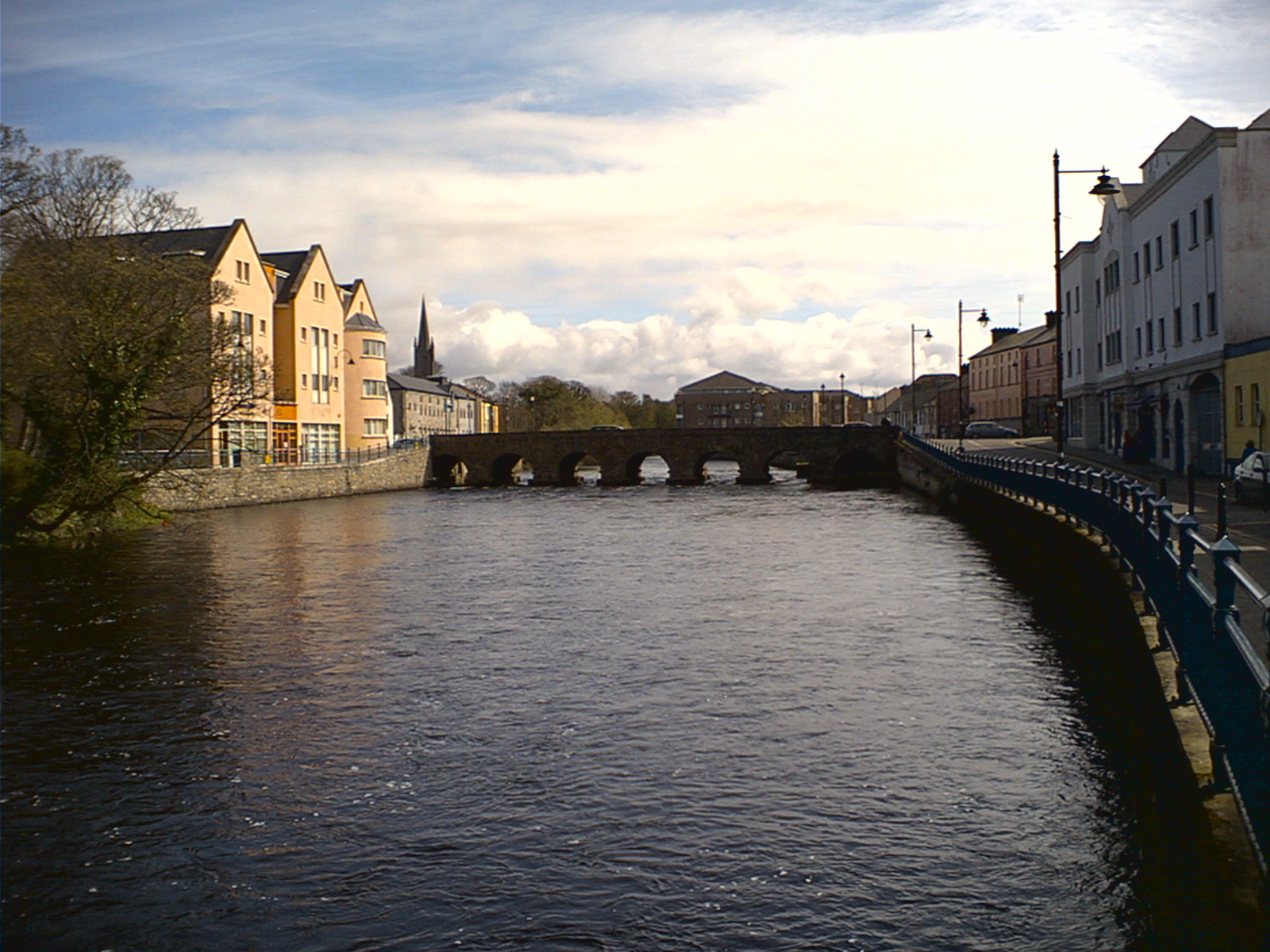
Sligo
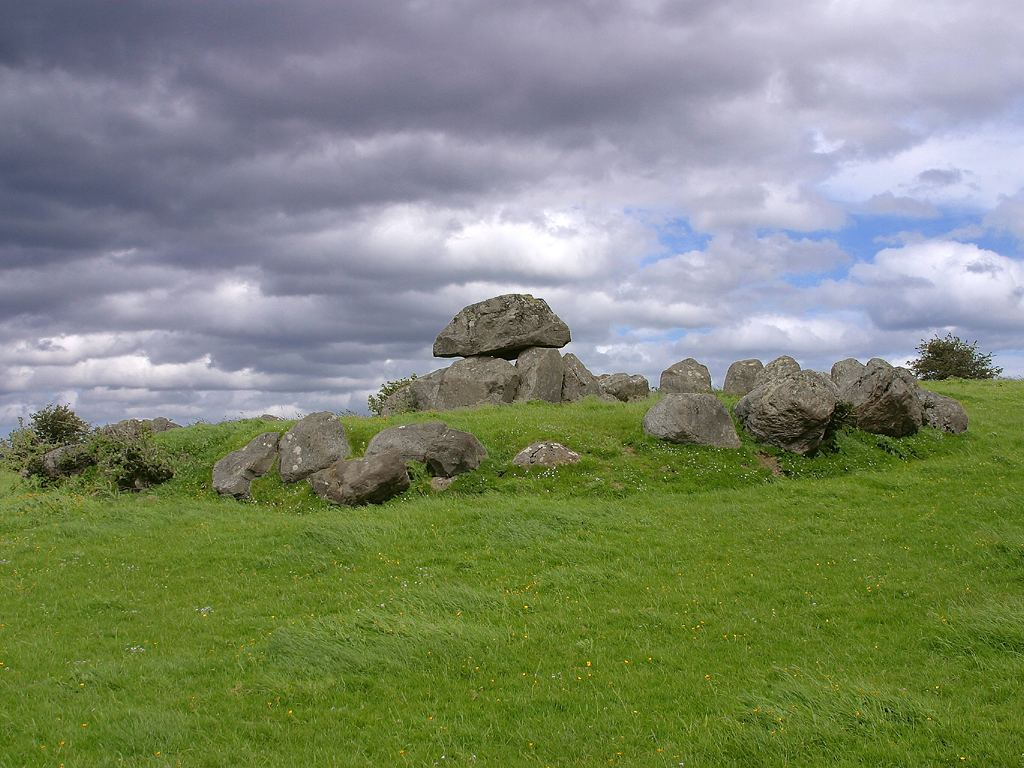
Carrowmore kőkori temető
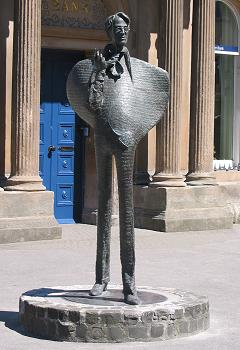
W. B. Yeats szobra
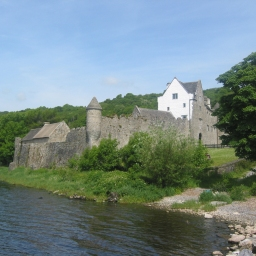
Parke’s Castle

## Külső hivatkozások
- A város honlapja